# Dezső Szentgyörgyi
Dezső Szentgyörgyi (ur. 16 stycznia 1915, zm. 28 sierpnia 1971) – węgierski as myśliwski z okresu II wojny światowej.

## Życiorys
Dezső Szentgyörgyi urodził się we wsi Kőkút (obecnie Komitat Somogy) w Austro-Węgrzech. Po ukończeniu strudiów, w wieku 18 lat zaciągnął się do Węgierskich Królewskich Sił Powietrznych. Początkowo pracował jako mechanik, ale po ukończeniu kursu pilotażu w szkole lotniczej w Székesfehérvárze i przejściu szkolenia na samolotach myśliwskich został przydzielony do operującej w północnych Węgrzech jednostki bojowej 1/2 Dywizjonu Myśliwskiego (1/2. Ludas Matyi vadászrepülő század szerkesztése). Na wiosnę 1942 roku został przeniesiony do operującego na froncie wschodnim 1/1 Dywizjonu (1/1. Dongó vadászrepülő század szerkesztése).
Pierwsze zwycięstwo powietrzne odniósł 26 czerwca 1943 roku nad radzieckim samolotem Jak-7. 3 i 4 sierpnia odniósł podwójne zwycięstwa.
1 maja 1944 roku zostało sformowane 101 Skrzydło Myśliwskie (101. Honi Légvédelmi Vadászrepülő Osztály), Szentgyörgyi został przydzielony do dywizjonu 101/2, w lecie 1944 roku w tzw. okresie amerykańskim odniósł kolejnych 6 zwycięstw powietrznych nad amerykańskimi samolotami Lockheed P-38 Lightning, Consolidated B-24 Liberator oraz North American P-51 Mustang. Jesienią 1944 roku jego jednostka znowu walczyła z jednostkami radzieckimi. Do końca wojny Szentgyörgyi odniósł jeszcze 30 potwierdzonych i 6 niepotwierdzonych zwycięstw. Ostatnie 15 kwietnia 1945 roku. Stał się największym asem myśliwskim Węgier. Wszystkie zwycięstwa odniósł na samolocie Messerschmitt Bf 109.
Po zakończeniu wojny powrócił na Węgry i w latach 1946 - 1949 był pilotem MASZOVLET (Hungarian-Soviet Airlines). W latach 1950–1956 był więziony jako były faszysta. Po 1956 roku powrócił do pracy w lotnictwie cywilnym i do swojej śmierci latał w Malév. Zginął w katastrofie lotniczej pod Kopenhagą. Pilotowany przez niego Ił-18 rozbił się przy podchodzeniu do lądowania, w wyniku czego zginęły 32 osoby.
Jego imieniem zostało nazwana baza lotnicza w Kecskemét (59. " Szentgyörgyi Dezső" Harcászati Repülőbázis).
Był wielokrotnie odznaczany. 25 marca 1945 został odznaczony Złotym Medalem Węgierskim Waleczności dla Oficerów.